# Berlin (Vermont)
Berlin ist eine Town im Washington County des Bundesstaates Vermont in den Vereinigten Staaten mit 2849 Einwohnern (laut Volkszählung von 2020).

## Geografie

### Geografische Lage
Berlin liegt im Osten des Washington Countys. Der Dog River durchfließt den westlichen Teil der Town in nördlicher Richtung und mündet im Winooski River. Im Südosten, jedoch westlich der Interstate 89 befindet sich der Berlin Pond. Es gibt mehrere geschützte Waldgebiete, wie den Berlin Town Forest im Süden und den Boyer State Forest im Zentrum der Town. Höchste Erhebung ist der 632 m hohe Irisch Hill am Berlin Pond.

### Nachbargemeinden
Alle Angaben als Luftlinien zwischen den offiziellen Koordinaten der Orte aus der Volkszählung 2010.
- Norden: Middlesex, 4,5 km
- Nordosten: Montpelier, 4,7 km
- Osten: Barre City, 11,3 km
- Osten: Barre Town, 15,0 km
- Süden: Williamstown, 8,2 km
- Südwesten: Northfield, 9,3 km
- Westen: Moretown, 8,8 km

### Klima
Die mittlere Durchschnittstemperatur in Berlin liegt zwischen −8 °C im Januar und 19 °C im Juli. Damit ist der Ort gegenüber dem langjährigen Mittel der USA um etwa 10 Grad kühler. Die Schneefälle zwischen Mitte Oktober und Mitte Mai liegen mit bis zu sechs Metern etwa doppelt so hoch wie die mittlere Schneehöhe in den USA, die tägliche Sonnenscheindauer liegt am unteren Rand des Wertespektrums der USA, im Zeitraum September bis Dezember sogar deutlich darunter.

## Geschichte
Das Areal wurde am 8. Juni 1763 offiziell per Charta zur Besiedlung freigegeben, jedoch erst ab 1785 systematisch besiedelt. In der Freigabe garantierte der Königliche Gouverneur von New Hampshire, Benning Wentworth, 64 Personen aus dem benachbarten Connecticut und New York Wirtschaftsflächen, solange sie alljährlich pünktlich zu Weihnachten ein Ähre Mais (Indian Corn) pro Acre (etwa 4047 m²) und nach zehn Jahren einen Shilling pro 100 Acres zahlten.
Für 1790 sind 21 Familien als in Berlin sesshaft belegt, für 1795 schon 65. Die konstituierende Stadtversammlung fand am 31. März 1791 statt. Ein erstes, von den Religionsgemeinschaften gemeinsam genutztes Gemeindehaus wurde 1801 errichtet, brannte aber im Winter 1837 nieder. Eine Epidemie, die 1813 durch weite Bereiche von Vermont zog (vermutlich die Windpocken) traf auch Berlin und verursachte einige Todesfälle. Für dieses Jahr wurden 30 Tote registriert, im Gegensatz zu 13 bis 14 Toten im Jahresdurchschnitt der vorangegangenen 10 Jahre.
Die Ortschaft war von Beginn an ohne ausgeprägtes Ortszentrum gewachsen und rein landwirtschaftlich orientiert. Dabei wurde dem Ackerbau der Viehzucht der Vorrang gegeben. 1840 war die bei weitem wichtigste Feldfrucht die Kartoffel, erst mit weitem Abstand folgten Mais und Weizen. Auch die Zusammensetzung der Handwerke war entsprechend ausgerichtet: Es gab nur einen Krämer und einen machine shop, aber vier Hufschmiede und acht Schuhmacher.
Berlin wird von der Interstate 89 in zwei Teile zerschnitten, wovon der Westteil „Westberlin“ genannt wird. Im Süden des Orts liegt ein See, der Berlin Pond, der die Hauptstadt Vermonts, Montpelier, mit Trinkwasser versorgt. Berlin beherbergt eine Bibliothek (die Midstate Regional Library), eine Polizeistation sowie eine von Freiwilligen betriebene Einrichtung zur Erforschung der Geschichte Berlins, das Berlin Heritage Center.

### Einwohnerentwicklung
| Jahr      | 1800 | 1810 | 1820 | 1830 | 1840 | 1850 | 1860 | 1870 | 1880 | 1890 |
| --------- | ---- | ---- | ---- | ---- | ---- | ---- | ---- | ---- | ---- | ---- |
| Einwohner | 684  | 1067 | 1455 | 1664 | 1598 | 1507 | 1545 | 1474 | 1380 | 1514 |
| Jahr      | 1900 | 1910 | 1920 | 1930 | 1940 | 1950 | 1960 | 1970 | 1980 | 1990 |
| Einwohner | 1021 | 1079 | 959  | 992  | 1111 | 1158 | 1306 | 2050 | 2454 | 2561 |
| Jahr      | 2000 | 2010 | 2020 | 2030 | 2040 | 2050 | 2060 | 2070 | 2080 | 2090 |
| Einwohner | 2864 | 2887 | 2849 |      |      |      |      |      |      |      |

## Wirtschaft und Infrastruktur

### Verkehr
Durch Berlin führt zentral in nordsüdlicher Richtung von Montpelier im Norden nach Brookfield im Süden die Interstate 89. Im Nordosten führt der U.S. Highway 302 von Montpelier nach Barre und im Westen die Vermont State Route 12 von Montpelier nach Northfield. Die nächste Amtrak Station befindet sich in Montpelier. Östlich der Interstate 89 befindet sich der Edward F. Knapp State Airport.

### Öffentliche Einrichtungen
In Berlin befindet sich das Central Vermont Medical Center. Es ist mit 122 Betten das primäre Krankenhaus für 66.000 Bewohner des mittleren Vermonts.

### Friedhöfe

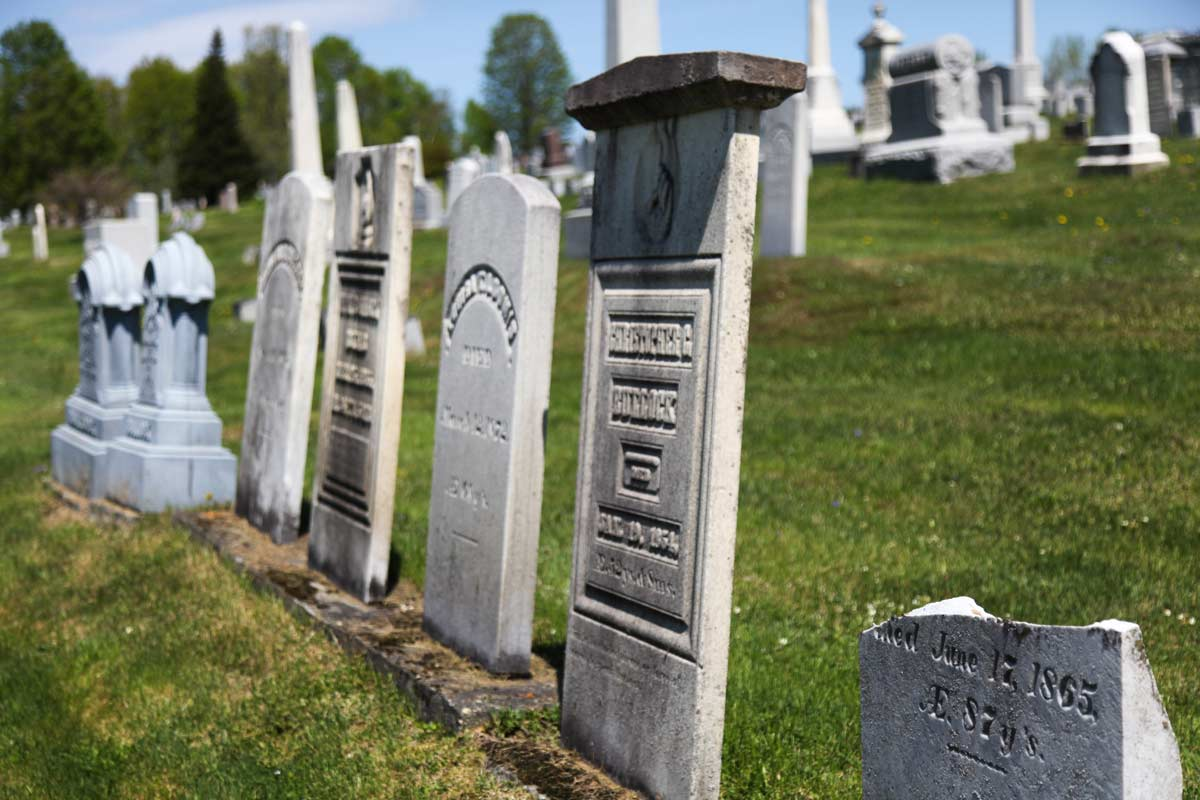
Friedhof in Berlin

Es gibt zehn Friedhöfe auf dem Gebiet der Town Berlin: Berlin Corner Cemetery, Boles Cemetery, Cox Brook Cemetery, Dewey-Wright Cemetery, East Road Cemetery, The Black Cemetery, The Colby Cemetery, The Howard Cemetery, The Johnston-Sawyer Cemetery und den West Berlin Cemetery.

### Bildung
Berlin gehört mit Calais, East Montpelier, Middlesex und Worcester zur Washington Central Supervisory Union.
Es gibt die Berlin Elementary School, das Gebäude wurde 1969 errichtet. Zudem die U-32 Middle & High School mit Schulklassen von Klasse 7 bis Klasse 12. Die Schule wird auch von Schülerinnen und Schülern der benachbarten Towns Calais, East Montpelier, Middlesex und Worcester besucht.

## Persönlichkeiten

### Söhne und Töchter der Stadt
- Liz Allbee (* 1976), US-amerikanische Trompeterin
- Thomas H. Cave (1870–1958), US-amerikanischer Politiker und Treasurer von Vermont
- Chauncey L. Knapp (1809–1898), US-amerikanischer Politiker und Vertreter Massachusetts im US-Repräsentantenhaus

### Persönlichkeiten, die vor Ort gewirkt haben
- Phil Scott (* 1958), Gouverneur von Vermont